# Мойынты (станция)
Мойынты (каз. Мойынты) — железнодорожная станция в Шетском районе Карагандинской области Казахстана.

## История
Расположена на Астана — Мойынты — Берлик и участке Мойынты — Актогай.
Станция открыта в 1939 году под названием Моинты. С 2002 года носит современное название.
К 2025 году железная дорога между Мойынты — Актогай будет электрифицирована.